# ジャヤ・パラメーシュヴァラヴァルマン1世
ジャヤ・パラメーシュヴァラヴァルマン1世（サンスクリット語: जय परमेश्वरवर्मन् १, ラテン文字転写: Jaya Parameśvaravarman I, 生年不詳 - 1060年?）は、チャンパ王国（占城国）第9王朝の初代国王（在位：1044年 - 1060年?）。『越史略』では雍尼（ベトナム語: Ứng Ni）、『宋史』では倶舎利波微収羅婆麻提楊卜（ベトナム語: Câu Xá Lợi Bê Vi Thu La Bà Ma Đề Dương Bốc）と記される。

## 生涯
パーンドゥランガの名家の出身。先王のジャヤ・シンハヴァルマン2世が李朝大瞿越軍に敗北して戦死する（チャンパ＝大瞿越戦争 (1044年)）と、大瞿越軍が王都ヴィジャヤから兵を引いた後に、その混乱を収拾して即位した。
大瞿越との関係改善を図ろうとして1047年に大瞿越に朝貢したが、ジャヤ・パラメーシュヴァラヴァルマン1世が大瞿越に従順でないことを理由に使者は真登州（現在のフート省）に流された。1050年1月18日に宋に朝貢して象牙と犀牛角を献じ、3月には大瞿越に遣使して白象を献上した。同年、パーンドゥランガがジャヤ・パラメーシュヴァラヴァルマン1世への従属を拒否して反乱を起こしたため、甥のユーヴァラージャであるシュリー・デーヴァラージャ・マハーセーナーパティに命じて鎮圧させた。戦後、シュリー・デーヴァラージャ・マハーセーナーパティは勝利を祝してポー・クロン・ガライの丘の上にリンガを立てて勝利の柱を建立した。ジャヤ・パラメーシュヴァラヴァルマン1世も戦勝を祝してヤンプナガラのポー・ナガル塔の再建を進め、クメール人・漢人・プカム人・シャム人らの奴隷を捧げた。
1053年4月にはアブー・イスマイルを宋に遣使した。1055年2月に聖宗の即位と誕生日を祝いに大瞿越に遣使し、同年11月4日にはマンスール・サイードを宋に遣使して生象と犀牛を献じた。翌1056年3月17日にもアブー・サイードを宋に遣使したが帰還途中の太平州で川岸の崩落に遭い、沈失した。翌1057年2月14日に仁宗の命を受けた広州より銀千両を賜った。同年と1059年・1060年に大瞿越へそれぞれ遣使している。

## 参考資料
- George Cœdès (May 1, 1968). The Indianized States of South-East Asia. University of Hawaii Press. ISBN 978-0824803681
- R. C. Majumdar (1927). Ancient Indian colonies in the Far East. Vol. I, Champa. Punjab Sanskrit Book Depot
- 石井米雄、桜井由躬雄 編『東南アジア史 I 大陸部』山川出版社〈新版 世界各国史 5〉、1999年12月20日。ISBN 978-4634413504。
- 桃木至朗「ヴェトナム李朝の地方行政単位と地方統治者」『東洋史研究』第26巻第3号、京都大学東洋史研究会、1988年12月31日、241-265頁、doi:10.20495/tak.26.3_241。
- 『宋史』巻四百八十九 列伝第二百四十八 外国五 占城
- 『越史略』巻中 阮紀
- 『大越史記全書』本紀巻之二 李紀 太宗皇帝
- 『大越史記全書』本紀巻之三 李紀 聖宗皇帝
- 『宋会要輯稿』巻百十九 蕃夷四 占城
- 『宋会要輯稿』巻百二十四 蕃夷七 歴代朝貢

| スタブアイコン | サブスタブ | この項目は、まだ閲覧者の調べものの参照としては役立たない、人物に関連した書きかけの項目です。この項目を加筆・訂正などしてくださる協力者を求めています（P:人物伝/PJ:人物伝）。 |